# Laimbach (dopływ Ehebach)
Laimbach – rzeka w Niemczech, w Bawarii, w całości w Parku Natury Steigerwald o długości 22 kilometrów. Jest lewym dopływem Ehebach. Swoje źródło bierze w okolicach wsi Castell. Największym dopływem jest Bibart.

## Miejscowości położone nad Laimbach
- Oberscheinfeld
- Scheinfeld